# 塔爾查
塔爾查（Telchar）是托爾金小說的虛構人物。
塔爾查是伊瑞德隆（Ered Luin）諾格羅德（Nogrod）的矮人。他是其中一個中土大陸最好的鐵匠，他的作品有安格瑞斯特（Angrist）寶刀、納希爾聖劍（Narsil）及多爾露明（Dor-lómin）的龍頭盔。